# Monumento aos Conquistadores do Cosmos
O Monumento aos Conquistadores do Cosmos (em russo:  Монумент «Покорителям космоса») foi construído em Moscou (Moscovo) em 1964 para celebrar as conquistas do povo soviético na exploração do espaço. O monumento apresenta um foguete ascendendo aos céus. O monumento tem 110 metros de altura e uma inclinação de 77º. É feito de titânio.
Sob a estrutura monumental está localizado o Museu Memorial da Cosmonáutica. 